# Трампізм

Логотип передвиборчої кампанії Трампа з гаслом Make America Great Again

Трампізм (англ. Trumpism) — політична ідеологія, стиль державного управління, політичний рух та набір механізмів здобуття і утримання влади, пов'язаний з 45-м та 47-м президентом США, Дональдом Трампом і його політичною базою.
Трампісти — це терміни, які використовуються для позначення тих, хто демонструє ознаки трампізму, тоді як політичні прихильники Трампа відомі як Трампери.
Точного визначення того трампізму немає, оскільки воно є суперечливими та досить складними. Його називають американським політичним варіантом ультраправих, націонал-популізму і неонаціоналістичних настроїв, які спостерігаються в багатьох країнах світу з кінця 2010-х до початку 2020-х років. Хоча прихильники Трампа не обмежувалися суто однією партією, вони склали значну фракцію Республіканської партії в Сполучених Штатах. Деякі республіканці стали членами руху Never Trump, а кілька вийшли з партії на знак протесту.
Деякі коментатори відкидають популістське визначення трампізму і розглядають його як частину тенденції до нової форми фашизму чи неофашизму. Подекуди трампізм називають явно фашистським, дехто — авторитарним і неліберальним. Інші більш м'яко визначили це як особливу полегшену версію фашизму в Сполучених Штатах. Історики, включно з тими, хто використовує нову класифікацію фашизму, наголошують на небезпеці прямих порівнянь трампізму з європейськими фашистськими режимами 1930-х років, заявляючи, що, незважаючи на наявність паралелей, існують також важливі відмінності.

## Популістичний вимір трампізму: теми, настрої та методи
Трампізм почав розвиватись переважно під час президентської кампанії Трампа 2016 року. Трампізм позначає політичну ідеологію, яка пропонує відповіді з боку консерватизму та націоналізму на політичні, економічні та соціальні проблеми. Ідеологічно має правий та в деяких випадках правопопулістський акцент. Трампізм відрізняється від класичного республіканізму Авраама Лінкольна у деяких відношеннях, в ставленні до імміграції, рівності та системи «стримувань і противаг» у федеральному уряді.

### Зосередження на емоціях
Історик Пітер Е. Ґордон говорить, що «Трамп не є порушенням норми, а насправді означає нову норму соціального порядку», де категорії психологічного та політичного розчиняються. Враховуючи обрання Трампа і здатність підтримувати стабільно високі рейтинги підтримки серед значної частини виборців, Еріка Такер в книзі «Трамп і політична філософія» стверджує, що хоча всі президентські кампанії пов'язані з сильними емоціями, Трамп зміг розпізнати, а потім завоювати довіру і лояльність тих, хто, як і він, відчував особливий набір сильних емоцій щодо змін у Сполучених Штатах. Вона зазначає: «Політичний психолог Дрю Вестен стверджував, що демократи менш успішні в оцінці та реагуванні на афективну політику — проблеми, які викликають сильні емоційні стани у громадян».
Як і багато науковців, які досліджують популістську привабливість меседжів Трампа, Ідальго-Теноріо і Бенітес-Кастро спираються на теорії Ернесто Лаклау, які пишуть: "Емоційна привабливість популістського дискурсу є ключовою до його поляризаційних ефектів, і це настільки, що популізм «був би незрозумілим без афективного компоненту».

### Емоційний зв'язок
Вчений із комунікацій Майкл Карпіні стверджує, що «трампізм є кульмінацією тенденцій, які спостерігаються протягом кількох десятиліть. Те, що ми спостерігаємо, є нічим іншим, як фундаментальними змінами у відносинах між журналістикою, політикою та демократією». Серед змін Карпіні визначає «знищення передбачуваних і вимушених відмінностей між новинами та розвагами попереднього [медіа] режиму». Досліджуючи використання медіа Трампом для книги «Мова в епоху Трампа», професор комунікацій Марко Жакеме пише, що «Це підхід, який, як і більшість решти ідеології та політики Трампа, припускає (здається, вірно), що його аудиторія більше зацікавлена споживати шоковий і розважальний контент в медіа, аніж будь-що інше».
Говорячи про стосунки між прихильниками Трампа та їхніми улюбленими джерелами інформації — чи то друзями в соціальних мережах, чи зірками новин і коментарів — Арлі Гохшильд стверджує, що основною довіри між ними є сталий емоційний зв'язок. Як резюмує медіазнавець Деніел Крейс, "Трамп разом із Fox News дали цим чужинцям на їхній власній землі надію, що вони повернуться на своє законне місце в центрі нації, і забезпечили справжнє емоційне звільнення від кайдани політичної коректності, які диктували їм повагу до кольорових людей, лесбійок і геїв, а також людей інших віросповідань… що особистості мережі розділяють ту саму «глибоку історію» політичного та соціального життя, і тому вони вчаться від них, «що їм відчувати страх, злість і тривогу».

### Правий авторитарний популізм
Серед науковців звучало чимало застережень щодо авторитарного характеру Трампа. Наприклад, соціолог Єльського університету Філіп С. Горскі, пише:
Обрання Дональда Трампа є чи не найбільшою загрозою для американської демократії з часів нападу Японії на Перл-Харбор. Існує реальна та зростаюча небезпека того, що в найближчі роки представницький уряд буде повільно, але ефективно витіснений популістською формою авторитарного правління. Залякування в ЗМІ, масова пропаганда, придушення виборців, пакування судів і навіть озброєні воєнізовані формування — багато необхідних і достатніх умов для авторитарної передачі повноважень поступово стають на свої місця.
Низка вчених вважають цю авторитарну реакцію характерною рисою ліберальних демократій. Деякі навіть стверджують, що Трамп є тоталітарним капіталістом, який використовує «фашистські імпульси своїх звичайних прихильників, які ховаються на виду». Мішель Голдберг, оглядач The New York Times, порівнює «дух трампізму» з класичними фашистськими темами. «Мобілізуюче бачення» фашизму полягає в тому, що «національна спільнота піднімається, як фенікс, після періоду занепаду, який майже знищив її», що «дуже схоже на MAGA (Make America Great Again)» за Голдбергом. Так само, як і рух Трампа, фашизм бачить «потребу у владі природних вождів (завжди чоловіків), кульмінацією якої є національний вождь, який єдиний здатний втілити історичну долю спільноти». Вони вірять у «перевагу інстинктів лідера над абстрактним і універсальним розумом».

### Ностальгія і чоловіча бравада
Ностальгія є основною частиною американської політики, але, за словами Філіпа Горскі, трампівська ностальгія є новою, тому що серед іншого «вона розриває традиційний зв'язок між величчю та чеснотою». У традиційному «пуританському наративі моральний занепад передує матеріальному та політичному занепаду, а повернення до закону має передувати будь-якому поверненню до величі… У версії ностальгії Трампа все інакше. У цьому наративі занепад спричинений покірністю та жіночність і повернення до величі вимагає лише повторного підтвердження домінування та маскулінності. Таким чином, „чеснота“ зводиться до своєї кореневої етимології чоловічої бравади». У дослідженнях чоловіків, які стали прихильниками Трампа, Майкл Кіммел описує ностальгію за чоловічими правами, яку відчувають чоловіки, які зневірилися «чи може щось допомогти їм знайти місце з деякою гідністю в цьому новому, мультикультурному та більш рівноправному світі… Ці чоловіки були розлючені, але всі вони оглядалися з ностальгією на часи, коли їхнє почуття чоловічої гідності не заперечувалося. Вони хотіли повернути свою країну, відновити своє законне місце в ній і відновити свою мужність у цьому процесі.»

### Методи
Соціолог Арлі Хохшильд вважає, що емоційні теми в риториці Трампа є фундаментальними, а його «промови — викликають домінування, браваду, ясність, національну гордість і особисте піднесення — надихають на емоційну трансформацію», глибоко резонуючи з «емоційним егоїстичним інтересом».
Риторично трампізм використовує абсолютистські рамки та наративи загроз, які характеризуються неприйняттям політичного істеблішменту. Абсолютистська риторика наголошує на межах, які не підлягають обговоренню, і моральному обуренні через їхнє ймовірне порушення. По-перше, викликати почуття депресії, приниження та жертви. По-друге, розділити світ на дві протилежні групи: невпинно демонізовану групу інших та тих, хто має силу та волю подолати їх. Це передбачає чітке визначення ворога, який нібито спричинив поточний стан речей, а потім — просування параноїдальних теорій змови та нагнітання страху, щоб розпалити страх і гнів. Після того, як ці перші два етапи пройшли по населенню, останнє повідомлення має на меті створити катарсисне вивільнення стриманої охлократії та енергії натовпу, разом із обіцянкою, що порятунок уже близько, оскільки є могутній лідер, який поверне націю назад до її колишньої слави.

### Вторинність ідеології
Журналістка Елейна Плотт вважає, що на відміну від інших характеристик трампізму, ідеологія не така важлива. Плотт цитує політичного аналітика Джеффа Роу, який зауважив, що Трамп «розумів» і діяв відповідно до тенденції серед виборців-республіканців бути «менш ідеологічними», але «більш поляризованими» ". Республіканці стали охочіше погоджуються на політики обов'язкового державного страхування або торговельні тарифи, які раніше консерватори зневажали, називаючи обтяжливими. У той же час рішучі заяви про підтримку Трампа та агресивна прихильність стали частиною передвиборчої кампанії республіканців — принаймні в деяких частинах Америки — аж до непартійних кампаній за місцеву владу, які раніше були колегіальними та орієнтованими на проблеми. Дослідження політолога Марка Гетерінгтона та інших виявили, що прихильники Трампа схильні поділяти «світогляд», що виходить за межі політичної ідеології, погоджуючись із твердженнями на кшталт «найкраща стратегія — жорстка гра, навіть якщо це означає бути несправедливим». Навпаки, ті, хто погоджуються з твердженнями на кшталт «співпраця є ключем до успіху», як правило, віддавали перевагу противнику Трампа, колишньому кандидату в президенти від Республіканської партії Мітту Ромні.

### Ідеологічні теми
Трампізм багато в чому відрізняється від класичного республіканізму Авраама Лінкольна щодо вільної торгівлі, імміграції, рівності, стримувань і противаг у федеральному уряді та відокремлення церкви від держави. Пітер Дж. Катценштейн з Центру соціальних наук Берліна WZB вважає, що трампізм тримається на трьох стовпах, а саме націоналізмі, релігії та расі. За словами Джеффа Гудвіна, трампізм характеризується п'ятьма ключовими елементами: соціальний консерватизм, неоліберальний капіталізм, економічний націоналізм, нативізм і білий націоналізм.
На конференції CPAC у 2021 році Трамп дав власне визначення того, що визначає трампізм: «Це означає чудові угоди… Як USMCA замість жахливої НАФТА… Це означає низькі податки та скасування правил вбивства робочих місць… Це означає міцні кордони, але з людьми, які приїжджають до нашої країни на основі системи заслуг… [Ц]е означає відсутність бунтів на вулицях. Це означає правоохоронні органи. Це означає дуже сильний захист для другої поправки і право зберігати та носити зброю… [Ц]е означає сильну армію та турботу про наших ветеранів…»